# Жаннель, Рене
Рене Габриель Жаннель (фр. René Gabriel Jeannel; 23 марта 1879 , Тулуза — 20 февраля 1965, Париж) — французский биолог, биогеограф, биоспелеолог, зоолог, энтомолог, ботаник, геолог, палеонтолог, исследователь. Доктор наук (1911). Директор Национального музея естественной истории в Париже (1950). Член Энтомологического общества Франции.
Член Румынской академии наук. В 1969 году был признан своими коллегами, «одним из ведущих энтомологов нашего времени» и «бесспорным мэтром в мире энтомологии».

Памятник учёному перед зданием Института спелеологии в г. Клуж-Напока (Румыния)

## Биография
Родился в семье военного медика. Учился в Тулузе. Во время учебы в Тулузе начал заниматься спелеологией, особенно, изучением фауны пещер, решил посвятить себя биологической науке. Его интерес был подогрет, после обнаружения им двух новых неизвестных пещерных жуков из семейства жужелиц Трехины в пещере Grotte d’Oxibar (позже названных в его честь: Bathyscia jeanneli и Aphoenops jeanneli .
В 1905 году он подружился и много лет сотрудничал с румынским биологом Эмилем Раковицэ. В первые 17 лет совместных исследований они изучили 1400 пещер в Южной Европе и Северной Африке и опубликовали описания пещер и их фауны. Когда Э. Раковицэ был приглашен основать институт спелеологии в Клуж-Напока, Р. Жаннель стал его заместителем (до 1927), до того момента, когда он стал сотрудником музея энтомологии в Париже.
Важнейшие работы Р. Жаннеля в области исследования фауны насекомых в пещерах Пиреней, Франции, Карпат и Румынии. Работал также в Африке. Его полевые исследования в Африке также привели к идентификации различных ранее неизученных подземных насекомых. Усилия учёного привели к стимулированию спелеологических исследований.
Р. Жаннель специализировался на лейодидах (Anisotomidae). Он автор целого ряда работ и о других жесткокрылых.
Р. Жаннель также внёс значительный вклад в биогеографию, изучение географического распределения живых организмов, в частности, во Франции. Его книги «La Genèse де faunes terrestres» (1942; «Происхождение наземной фауны») и «Faune cavernicole de la France» (1940; «Фауна пещер Франции») стали базовыми в этой области исследований. Глубокие знания Жаннеля о фауне Франции и соседних регионов позволили ему создать выдающийся виварий (для наблюдения за животными в помещении) и разнообразную энтомологическую коллекцию в Национальном музее естественной истории в Париже, в котором он служил в качестве директора.

## Избранные труды
С 1905 по 1965 год опубликовал более 510 публикаций, в том числе:
- Revision des Bathysciinae (Coleoptères silphides): morphologie, distribution géographique, systématique Paris, Libraire A. Schulz (1911).
- Faune cavernicole de la France «The Fauna of the Caves of France») (1940).
- La genèse des faunes terrestres «The Origins of Terrestrial Fauna») (1942).
- Voyage de Ch. Alluaud et R. Jeannel en Afrique Orientale (1911—1912). Résultats scientifiques, 1-6. (1913—1919).
- «Monographie des Catopidae». Mémoires du Muséum National d’Histoire Naturelle (N.S.), 1: 1-435. (1936)
- «L’isolement, facteur de l’évolution» Revue Française d’Entomologie, 8: 101—110. (1942)
- «L’Édéage; initiation aux recherches sur la systématique des Coléoptères» Publications du Muséum National d’Histoire Naturelle, Paris, 16: 1-155. (1955)

## Награды
- Кавалер ордена Почётного легиона (1923).
- Офицер ордена Почётного легиона (1935).
- Командор ордена Почётного легиона (1951).
- Премия Constant (1909) и Passet (1921) Энтомологического общества Франции.